# Norbert Groddeck
Norbert Groddeck (* 2. Juli 1946 in Neu-Isenburg) ist ein deutscher Erziehungswissenschaftler an der Universität Siegen. Er ist Kunstpädagoge und konzeptioneller Mitbegründer der Klient-zentrierten Kunsttherapie. Sein Arbeitsschwerpunkt liegt im Übergangsbereich von Pädagogik und Psychotherapie. 

## Leben
Als Diplompädagoge, Supervisor, Kunsttherapeut und als Mitbegründer der Arbeitsgemeinschaft für Klientenzentrierte Therapie und humanistischen Pädagogik (akt-Siegen), vertritt er den auf Carl Rogers zurückgehenden Person-zentrierten Ansatz im Bereich der Pädagogik, der Psychotherapie und der Kunsttherapie.
Er ist durch vielfältige Fortbildungstätigkeiten für Pädagogen, Psychologen und Mediziner und durch einschlägige Veröffentlichungen zum erfahrungsoffenen Lernen, zur Bewegung der Reform- und Alternativschulen und, -zusammen mit seiner Frau Ariane von Gottberg-Groddeck, durch die Entwicklung einer eigenständigen Konzeption für eine klient-zentrierten Kunsttherapie bekannt geworden.

### Akademischer Werdegang
Nach seinem Studium zum Lehrer für Kunst und Sport in Jugenheim an der Bergstraße und nach ersten beruflichen Erfahrungen als Lehrer im Untertaunuskreis begann er 1968 ein Zweitstudium an der Universität in Frankfurt/Main, das er als Diplom-Pädagoge abschloss. 1974 erhielt er ein Stipendium der Stiftung Volkswagenwerk und wurde assoziiertes Mitglied am Deutschen Institut für internationale Pädagogische Forschung (DIPF) in Frankfurt am Main (Professor Mitter). Zusammen mit Christoph Wulf war er Mitautor beim Funkkolleg „Beratung in der Erziehung“. 1975 wurde er an der Universität Frankfurt am Lehrstuhl von Klaus Mollenhauer bei Helmut Becker, Friedhelm Nyssen, Ernest Jouhy und Ulrich Oevermann zum Dr. phil. (Erziehungswissenschaft) mit einer Arbeit „Zur Theorie schulisch organisierter Lernprozesse“ promoviert. Die Habilitation in Erziehungswissenschaft folgte 1979 am Fachbereich 2 der Universität Siegen zum Thema: „Strukturprobleme schulischer Erziehung“.
Seit 1976 lehrte Groddeck im Fachbereich 2 der Universität Siegen, von 1979 an als Privatdozent und seit 1995 apl. Professor für Erziehungswissenschaft. Im Rahmen dieser Aufgabe initiierte er im Studiengang Diplom-Pädagogik einen Vertiefungsschwerpunkt in Person-zentrierter Beratung und startete in dem integrativen Modellstudiengang Außerschulisches Erziehungs- und Bildungswesen das Siegener Tutorenprogramm. Er war Vorsitzender der Leitungskommission des integrierten Modellstudienganges und leitet seit 2002 das akademische Prüfungsamt (BA/MA).

### Berufspraktische Arbeitsfelder
Neben seiner akademischen Lehrtätigkeit betreute Norbert Groddeck verschiedene berufspraktische Projekte in der (Beratungs-)Lehrerausbildung (NRW und Saarland) und begründete verschiedene regionale Projekte in privater Trägerschaft: Den kulturpädagogischen Verein IFPAKE e.V., die Kinder – und Jugendkunstschule Siegen und die Akademie „person-zentriert“. Norbert Groddeck ist als Supervisor (DGSv) in der Erziehungs- und Familienberatung tätig. Er war von 1980 bis 1992 als Ausbilder in der Gesellschaft für wissenschaftliche Gesprächspsychotherapie tätig und wurde 1987 Mitbegründer des Ausbildungsinstitutes für klientenzentrierte Psychotherapie (AKP g. GmbH, Bonn). Bis heute ist er Gründer und Leiter der Arbeitsgemeinschaft für klientenzentrierte Therapie und humanistische Pädagogik (akt-Siegen). Außerdem hat er die wissenschaftliche Leitung der Akademie "person-zentriert" inne und ist dort auch als Dozent in der berufsbegleitenden Aus- und Fortbildung tätig. 
Er ist Herausgeber der Zeitschrift „Person-zentriert“, die im Feder-Verlag in Heidelberg-Eppelheim erscheint und veröffentlichte bisher ca. 60 Aufsätze in Fachzeitschriften.

## Veröffentlichungen (Auswahl)
- „Carl Rogers: Wegbereiter der modernen Psychotherapie“, Primus Verlag, Darmstadt 2002. (Erste  deutsche  Biografie über Carl C. Rogers.)
- „Modernisierung Sozialer Arbeit durch Methodenentwicklung und Methodenreflexion“, zusammen mit Michael Schumann, Freiburg 1994
- „Strukturprobleme schulischer Erziehung“, Siegen 1979
- „Erfahrungsoffener Unterricht : Beispiele zur Überwindung der lebensfremden Lernschule“, zusammen mit  Ariane Garlichs. Freiburg im Breisgau 1978
- „Theorie schulisch organisierter Lernprozesse“, Weinheim 1976